# Natação nos Jogos Olímpicos de Verão de 2016 - 200 m peito feminino
A competição dos 200 metros peito feminino da natação nos Jogos Olímpicos de Verão de 2016 foi disputada nos dias 10 e 11 de agosto no Estádio Aquático Olímpico.

## Medalhistas
| Ouro   | JPN Rie Kaneto      |
| Prata  | RUS Yuliya Yefimova |
| Bronze | CHN Shi Jinglin     |

## Recordes
Antes desta competição, os recordes mundiais e olímpicos da prova eram os seguintes:
| Tipo | Atleta                | Tempo   | Local     | Data                |
| ---- | --------------------- | ------- | --------- | ------------------- |
|      | Rikke Møller Pedersen | 2:19.11 | Barcelona | 1 de agosto de 2013 |
|      | Rebecca Soni          | 2:19.59 | Londres   | 2 de agosto de 2012 |

## Resultados

### Eliminatórias
| Pos. | Elim. | Raia | Nadadora                  | CON                 | Tempo   | Notas |
| ---- | ----- | ---- | ------------------------- | ------------------- | ------- | ----- |
| 1    | 2     | 5    | Rikke Møller Pedersen     | DEN Dinamarca       | 2:22.72 | Q     |
| 2    | 3     | 4    | Rie Kaneto                | JPN Japão           | 2:22.86 | Q     |
| 3    | 3     | 5    | Taylor McKeown            | AUS Austrália       | 2:23.00 | Q     |
| 4    | 3     | 3    | Chloé Tutton              | GBR Grã-Bretanha    | 2:23.34 | Q     |
| 5    | 2     | 6    | Molly Renshaw             | GBR Grã-Bretanha    | 2:23.37 | Q     |
| 6    | 4     | 6    | Kierra Smith              | CAN Canadá          | 2:23.69 | Q     |
| 7    | 4     | 4    | Viktoriya Zeynep Güneş    | TUR Turquia         | 2:23.83 | Q     |
| 8    | 4     | 5    | Yuliya Yefimova           | RUS Rússia          | 2:23.90 | Q     |
| 9    | 4     | 3    | Shi Jinglin               | CHN China           | 2:24.33 | Q     |
| 10   | 3     | 6    | Hrafnhildur Lúthersdóttir | ISL Islândia        | 2:24.43 | Q     |
| 11   | 2     | 3    | Jessica Vall              | ESP Espanha         | 2:24.55 | Q     |
| 12   | 4     | 7    | Molly Hannis              | USA Estados Unidos  | 2:24.74 | Q     |
| 13   | 2     | 4    | Kanako Watanabe           | JPN Japão           | 2:24.77 | Q     |
| 14   | 4     | 1    | Jenna Laukkanen           | FIN Finlândia       | 2:25.52 | Q     |
| 15   | 2     | 2    | Lilly King                | USA Estados Unidos  | 2:25.89 | Q     |
| 16   | 2     | 7    | Sofiya Andreeva           | RUS Rússia          | 2:26.58 | Q     |
| 17   | 4     | 2    | Fanny Lecluyse            | BEL Bélgica         | 2:27.16 |       |
| 18   | 3     | 1    | Martina Moravčíková       | CZE República Checa | 2:27.51 |       |
| 19   | 3     | 8    | Dalma Sebestyén           | HUN Hungria         | 2:27.94 |       |
| 20   | 2     | 8    | Anna Sztankovics          | HUN Hungria         | 2:27.97 |       |
| 21   | 1     | 4    | Julia Sebastián           | ARG Argentina       | 2:27.98 |       |
| 22   | 3     | 2    | Georgia Bohl              | AUS Austrália       | 2:28.24 |       |
| 23   | 3     | 7    | Martha McCabe             | CAN Canadá          | 2:28.62 |       |
| 24   | 4     | 8    | Yu Jingyao                | CHN China           | 2:28.65 |       |
| 25   | 1     | 3    | Fiona Doyle               | IRL Irlanda         | 2:29.76 |       |
| 26   | 1     | 2    | Sophie Hansson            | SWE Suécia          | 2:30.59 |       |
| 27   | 1     | 7    | Aļona Ribakova            | LAT Letônia         | 2:30.82 |       |
| 28   | 1     | 6    | Amit Ivry                 | ISR Israel          | 2:31.49 |       |
| 29   | 2     | 1    | Back Su-yeon              | KOR Coreia do Sul   | 2:32.79 |       |
| 30   | 1     | 5    | Yvette Kong               | HKG Hong Kong       | 9:99.99 | DNS   |

### Semifinais

#### Semifinal 1
| Pos. | Raia | Nadadora                  | CON                | Tempo   | Notas            |
| ---- | ---- | ------------------------- | ------------------ | ------- | ---------------- |
| 1    | 4    | Rie Kaneto                | JPN Japão          | 2:22.11 | Q                |
| 2    | 6    | Yuliya Yefimova           | RUS Rússia         | 2:22.52 | Q                |
| 3    | 5    | Chloé Tutton              | GBR Grã-Bretanha   | 2:22.71 | Q                |
| 4    | 3    | Kierra Smith              | CAN Canadá         | 2:22.87 | Q                |
| 5    | 2    | Hrafnhildur Lúthersdóttir | ISL Islândia       | 2:24.41 |                  |
| 6    | 1    | Jenna Laukkanen           | FIN Finlândia      | 2:25.14 | Recorde nacional |
| 7    | 8    | Sofiya Andreeva           | RUS Rússia         | 2:25.90 |                  |
| 8    | 7    | Molly Hannis              | USA Estados Unidos | 2:26.80 |                  |

#### Semifinal 2
| Pos. | Raia | Nadadora               | CON                | Tempo   | Notas |
| ---- | ---- | ---------------------- | ------------------ | ------- | ----- |
| 1    | 5    | Taylor McKeown         | AUS Austrália      | 2:21.69 | Q     |
| 2    | 3    | Molly Renshaw          | GBR Grã-Bretanha   | 2:22.33 | Q,    |
| 3    | 2    | Shi Jinglin            | CHN China          | 2:22.37 | Q     |
| 4    | 4    | Rikke Møller Pedersen  | DEN Dinamarca      | 2:22.45 | Q     |
| 5    | 6    | Viktoriya Zeynep Güneş | TUR Turquia        | 2:23.49 |       |
| 6    | 7    | Jessica Vall           | ESP Espanha        | 2:24.22 |       |
| 7    | 8    | Lilly King             | USA Estados Unidos | 2:24.59 |       |
| 8    | 1    | Kanako Watanabe        | JPN Japão          | 2:25.10 |       |

### Final

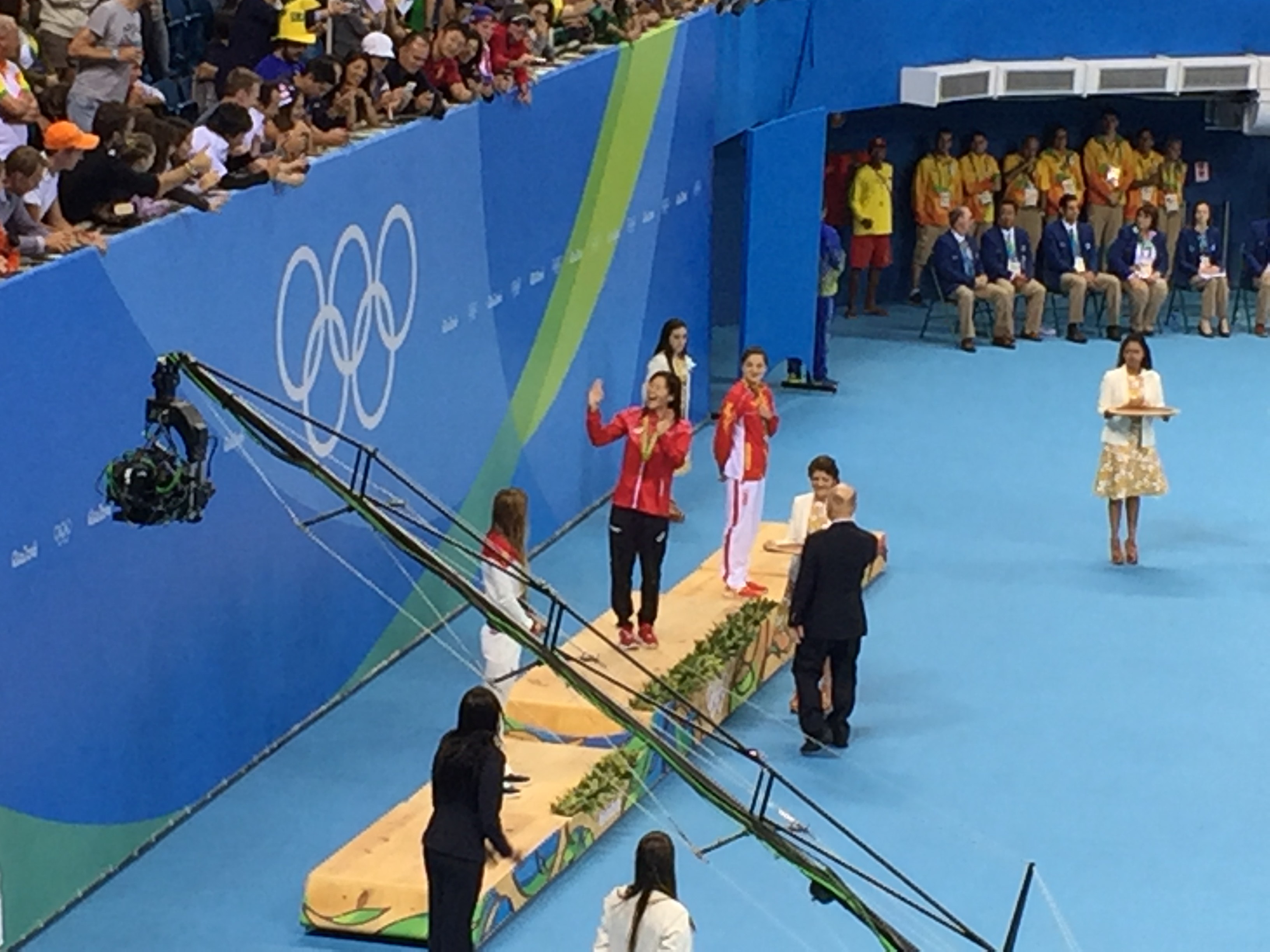
Medalhistas da prova durante a cerimônia de premiação.

| Pos.              | Raia | Nadadora              | CON              | Tempo   | Notas |
| ----------------- | ---- | --------------------- | ---------------- | ------- | ----- |
| Medalha de ouro   | 5    | Rie Kaneto            | JPN Japão        | 2:20.30 |       |
| Medalha de prata  | 7    | Yuliya Yefimova       | RUS Rússia       | 2:21.97 |       |
| Medalha de bronze | 6    | Shi Jinglin           | CHN China        | 2:22.28 |       |
| 4                 | 1    | Chloé Tutton          | GBR Grã-Bretanha | 2:22.34 |       |
| 5                 | 4    | Taylor McKeown        | AUS Austrália    | 2:22.43 |       |
| 6                 | 3    | Molly Renshaw         | GBR Grã-Bretanha | 2:22.72 |       |
| 7                 | 8    | Kierra Smith          | CAN Canadá       | 2:23.19 |       |
| 8                 | 2    | Rikke Møller Pedersen | DEN Dinamarca    | 2:23.74 |       |

Legenda
| Recorde mundial      | Recorde mundial (World record)               |                       | Recorde africano                      | Recorde africano (African) |                                           | Q | Classificado por posição (Qualified) |
| Recorde olímpico     | Recorde olímpico (Olympic record)            | Recorde da América    | Recorde da América (Americas)         | q                          | Classificado por melhor tempo (Qualified) |   |                                      |
| Melhor marca do ano  | Melhor marca do ano (World leading)          | Recorde asiático      | Recorde asiático (Asian)              | DNS                        | Não largou (Did not start)                |   |                                      |
| Recorde nacional     | Recorde nacional (National record)           | Recorde europeu       | Recorde europeu (European)            | DNF                        | Não terminou (Did not finish)             |   |                                      |
| Recorde pessoal      | Recorde pessoal do atleta (Personal best)    | Recorde da Oceania    | Recorde da Oceania (Oceania)          | DSQ / DQ                   | Desclassificado (Disqualified)            |   |                                      |
| Recorde da temporada | Recorde da temporada do atleta (Season best) | Recorde sul-americano | Recorde sul-americano (South America) | NM                         | Sem marca (No mark)                       |   |                                      |